# Activiti (logiciel)
Activiti est un moteur de workflow destiné à exécuter des processus métier qui sont modélisés en BPMN 2.0. Il est écrit en Java et s'exécute dans un conteneur web de type Tomcat. 
La suite logicielle est un projet en source ouverte dans sa version dite "communautaire" ("community" en anglais) distribuée sous licence Apache 2 .  Elle existe également dans une version commerciale sous la dénomination "Alfresco Activiti" ainsi que sous forme de  service dans le cloud sous la dénomination "Alfresco Activiti in the Cloud" .

## Origine et historique
Le projet Activiti a été lancé en mai 2010 par Tom Baeyens and Joram Barrez, deux anciens développeurs de jBPM de Red Hat, qui ont rejoint la société Alfresco, principal sponsor du projet.  Le projet a été démarré en partant de zéro, sans reprendre aucun code de jBPM. Il était alors également soutenu par VMWare, Signavio et Carmunda. La version 5.0 a été publiée en décembre 2010. 
Activiti est une marque déposée par Alfresco depuis juillet 2012. 
Camunda fera scission en 2013 en créant une fourche appelée BPMN Engine.  
En octobre 2016, Barrez et trois autres contributeurs quittent Alfresco pour démarrer un nouveau projet appelé Flowable à partir d'un fork d'Activiti.

## Composants
Activiti est une suite logicielle composée des applications suivantes :
- Modeler, pour composer le workflow en BPMN.  Ce composant est basé sur le modeleur de Signavio[5].
- Designer, un module d'extension Eclipse permettant de développer les workflows ;
- Engine, le cœur du moteur de workflow, avec son interface de programmation applicative (API) en mode  REST[11];
- Explorer, pour déployer les définitions de processus, lancer de nouvelles instances de processus d'affaires et exécuter les tâches des workflows.